# Талце, Мудите Минервалдовна
Мудите Минервалдовна Талце (до 1981 — Стурмане; латыш. Mudīte Talce (Stūrmane); род. 15 августа 1952, Латвийская ССР) — советская волейболистка, игрок сборной СССР (1977—1978). чемпионка Европы 1977. Нападающая. Мастер спорта международного класса (1977).
В 1970—1982 выступала за команду «Аврора» (Рига).
В составе национальной сборной СССР в 1977 году стала чемпионкой Европы, а в 1978 — бронзовым призёром чемпионата мира.
После окончания игровой карьеры работала преподавателем физвоспитания.